# دارکوب شکم‌حنایی
دارکوب شکم‌حنایی (نام علمی: Dendrocopos hyperythrus) نام یک گونه از سرده دارکوب‌های رنگین است.